# Octacnemus ingolfi
Octacnemus ingolfi is een zakpijpensoort uit de familie van de Octacnemidae. De wetenschappelijke naam van de soort is voor het eerst geldig gepubliceerd in 1947 door Madsen.